# Kochanówka (rejon krzemieniecki)
Kochanówka – wieś na Ukrainie w rejonie krzemienieckim należącym do obwodu tarnopolskiego.
Do 2020 w rejonie zbaraskim.